# Canarium solomonense
Canarium solomonense là một loài thực vật có hoa trong họ Burseraceae. Loài này được B.L.Burtt mô tả khoa học đầu tiên năm 1935.